# Cornelis Bos

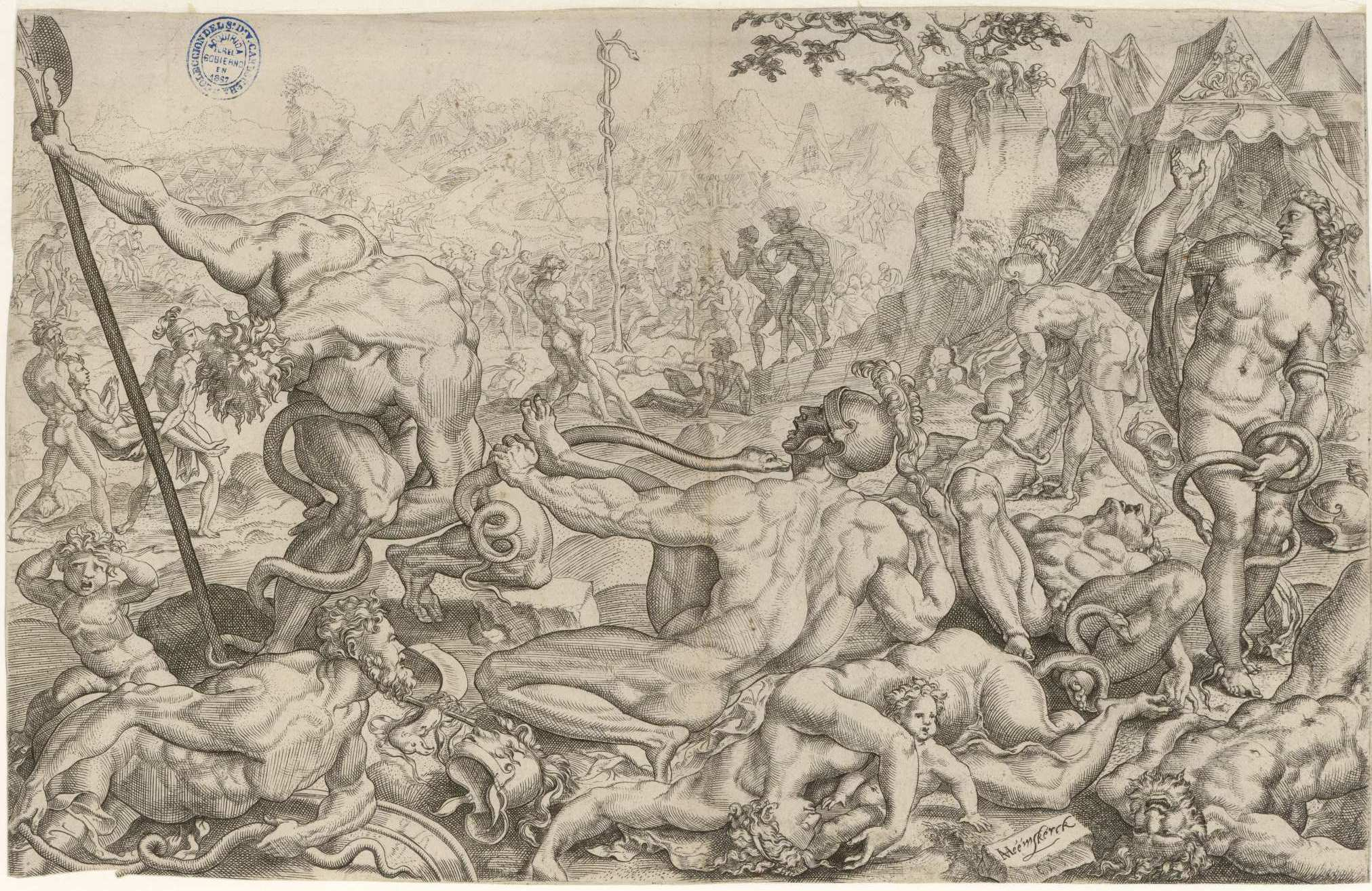
La serpiente de bronce. Aguafuerte y buril de Cornelis Bos por dibujo de Maarten van Heemskerck, 1539. Biblioteca Nacional de España.

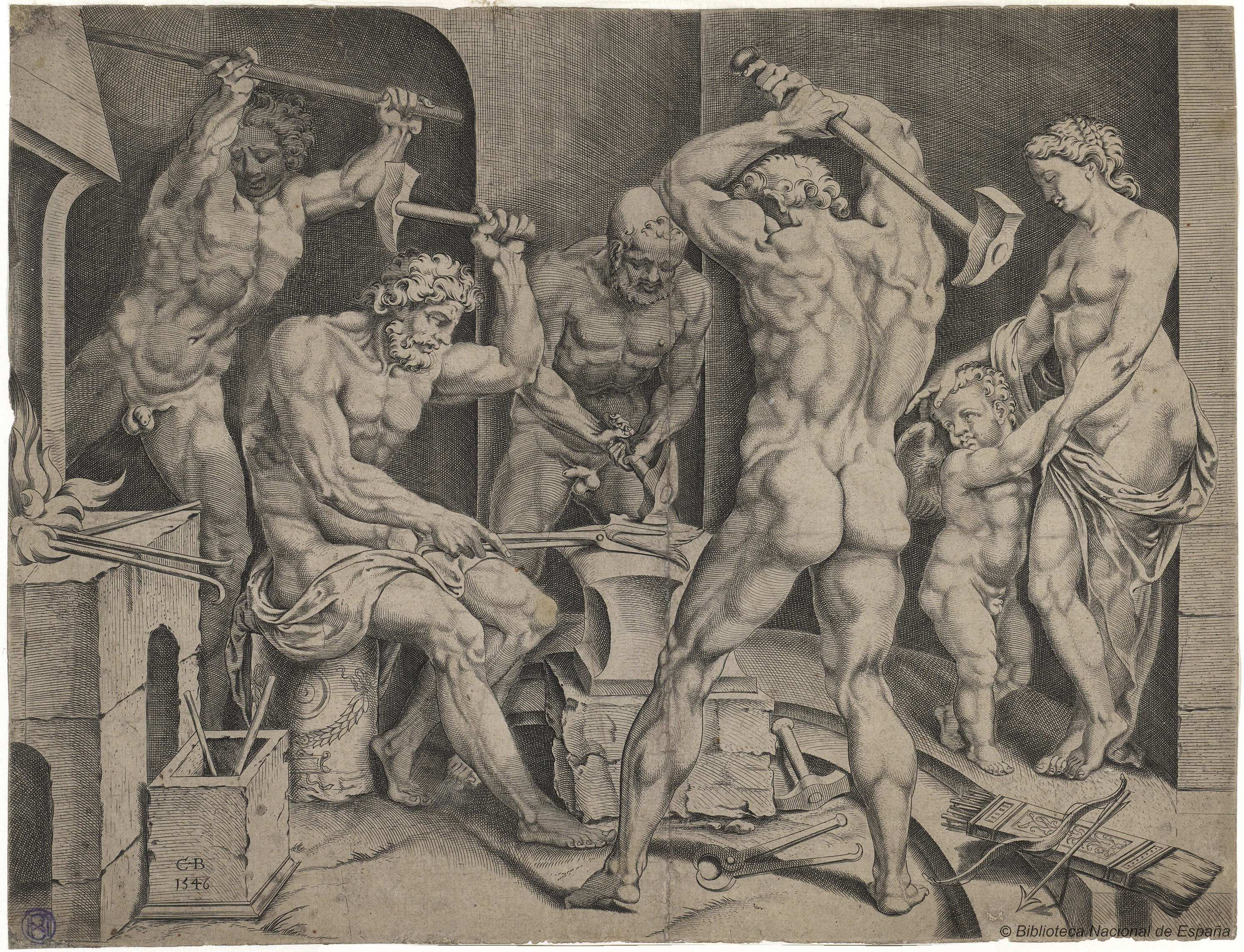
Venus en la fragua de Vulcano. Aguafuerte y buril de Cornelis Bos por pintura de Maarten van Heemskerck conservada en la Galería Nacional de Praga. 1546. Biblioteca Nacional de España.

Cornelis Bos (Bolduque, c. 1506-Groninga, poco antes del 7 de mayo de 1555) fue un dibujante, grabador e impresor flamenco nacido muy probablemente en Den Bosch, de donde habría tomado el apellido. 
Entre 1537, todavía en s'Hertongenbosch, y 1540, momento al que pertenece La serpiente de bronce por dibujo de Maarten van Heemskerck, pudo haber realizado un hipotético viaje a Italia, deducido de las influencias de Marco Dente y Marcantonio Raimondi, entre otros, y los motivos tomados de la estatuaria clásica o de Miguel Ángel, como el Moisés o la copia de la perdida Leda y el cisne, presentes en algunas de sus obras. En 1540 se encontraba en Amberes, registrado en la guilda de San Lucas y ocupado en la reproducción de obras de Heemskerck y la ejecución de grabados para los impresores de libros amberinos, a los que proporcionó las estampas, copiadas de otras italianas, que ilustran una edición resumida y traducida al neerlandés de los Diez libros de arquitectura de Vitruvio y la traducción del tratado de Sebastiano Serlio.
En 1544 fue expulsado de Amberes por motivos religiosos, como hereje. Es probable que marchase a París, donde en 1546 salió, posiblemente autorizada por el propio Bos, una segunda impresión del llamado Livre de moresques, copia compendiada y reorganizada del repertorio de arabescos y grutescos de Francesco di Pellegrino, de donde habría pasado el mismo año a Núremberg. Hacia 1548 y hasta su muerte, en mayo de 1555 o poco antes, residió en Groninga, donde reanudó el contacto con Jan van Scorel y otros artistas holandeses del círculo de Haarlem.